# Drapeau basque
Le drapeau basque ou ikurriña (également orthographié ikurrina)  est considéré et utilisé de façon informelle comme symbole national ou culturel par les Basques et pour les régions du Pays basque (Euskal Herria). Il est aujourd'hui le drapeau officiel de la communauté autonome du Pays Basque (Euskadi) en Espagne depuis le statut d'autonomie de 1979. Son utilisation officielle dans la communauté de Navarre est sujet à polémiques, puisqu'elle a été interdite par la loi des Symboles de Navarre en 2003. Au Pays basque français, même s'il n'a pas de caractère officiel, son utilisation par les institutions est relativement courante.
L’ikurrina fut créé en 1894 par les frères Luis et Sabino Arana, ce dernier étant fondateur de Euzko Alderdi Jeltzalea - Parti Nationaliste Basque : EAJ-PNB. Il a tout d'abord été conçu pour représenter la province de Biscaye, puis a été adopté comme drapeau du gouvernement d’Euskadi en 1936. L’ikurrina est toujours aujourd'hui le drapeau du Parti nationaliste basque.

## Histoire et symbolisme

Blason de Biscaye, qui a inspiré la symbolique de likurrina.

Ikurriña d'après le dessin original des frères Arana.

C'est Sabino Arana qui, le 14 juillet 1894, au 22 de la rue Correo de Bilbao, fonda la société « Euskeldun Batzokija », qui allait donner naissance au Parti nationaliste basque. À la cérémonie d'ouverture fut présenté le premier ikurriña, qui avait été dessiné pour l'occasion par Sabino et Luis Arana. Il avait d'ailleurs donné une première description dans son article La bandera Fenicia : « Le fond de notre Drapeau est rouge, comme le fond de l'Ecu [de Biscaye],
la Croix blanche du Drapeau est la Croix blanche de l'Ecu et le Jaun-Goikua [Dieu] de la Devise, la Croix verte de Saint André représente par sa couleur le Chêne de l'Ecu et les lois de la patrie. »
L'ikurrina est expliqué comme suit :
- la croix de saint André verte représente le "Lege zaharra" : "loi coutumière". Pourquoi ? les Biscayens battirent les Castillans lors de la bataille mythique d'Arrigorriaga pour défendre leurs fors, leur autonomie provinciale, un jour de Saint André. Le vert représente la couleur du chêne de Guernica, symbole des fors de Biscaye. Comment fonctionnaient les fors ou fueros provinciaux ? Les représentants des Assemblées locales de Biscaye, (assemblées composées pour schématiser, des maîtres de maison locaux), se réunissaient à Gernika. Ils convenaient ensemble des décisions à prendre concernant les sujets relatifs à la province de Biscaye. Durant des siècles, ce système a été également en vigueur en Gipuzkoa, Araba, Labourd et Soule, les autres territoires historiques du Pays Basque. La Navarre et la Basse-Navarre, organisées en Royaume ont également été influencés par ce système.
- la croix blanche représente Dieu, ("Jaungoikoa" en basque), qui figure aussi sur le blason de Biscaye. Il représente le catholicisme ;
- le fond rouge représente les Basques.

L'ordre des couleurs est important : la croix verte montre que les lois antiques, garantes de la liberté des Basques, s'imposent au peuple. Enfin la croix blanche, la foi chrétienne, surmonte l'ensemble. Le drapeau illustre ainsi la devise : JEL « Jaungoikoa eta Lege Zaharra » (« Dieu et l’antique loi » en basque). Une autre devise est : « Les Basques pour Euzkadi, et Euzkadi pour Dieu ». la version basque du Parti Nationaliste Basque, Euzko Alderdi Jeltzalea signifie Parti basque des partisans du JEL. les militants et adhérents d'EAJ-PNB sont dénommés les Jeltzale, (partisans du JEL). En plus de 100 ans, le sens de cette devise a fortement évolué : Dieu étant remplacé par un humanisme, un esprit démocrate non religieux, issu de la tradition catholique. Lege Zaharra est une référence à un esprit basque des lois, adapté au monde actuel.
Les frères Arana avaient dessiné des drapeaux pour chacun des territoires basques, mais c'est celui de la Biscaye qui a été adopté rapidement par tous les Basques, d'où le fait que le chêne de Gernika au départ, symbole des libertés biscayennes devienne le symbole des libertés basques.

## Ressemblances et similitudes
On a souligné la ressemblance du drapeau avec l'Union Jack du Royaume-Uni.  
On a également mis en avant que le fond rouge et les lignes verticales, horizontales et diagonales montrent une certaine analogie avec le drapeau du royaume de Navarre. 
On peut enfin remarquer également la similitude, due au hasard sans doute, avec le drapeau d'ordonnance du 98e régiment d'infanterie (1688-1741).

Drapeaux apparentés
bannière du royaume de Navarre
Union Jack
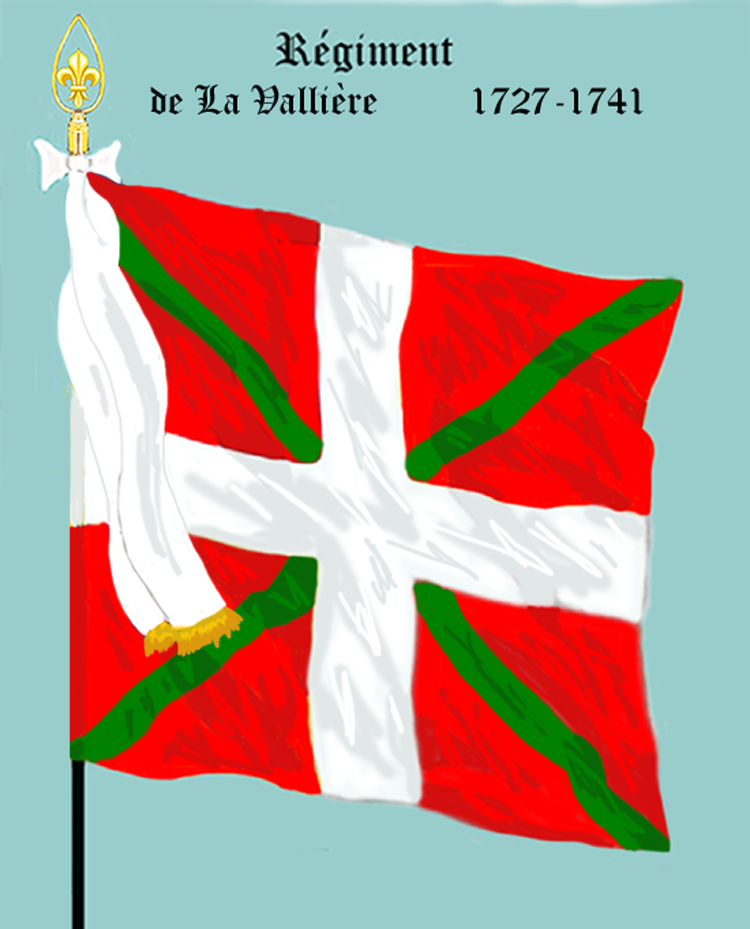
98e régiment (1688-1741)

Le mot ikurriña, est également une création d'Arana, néologisme provenant d'ikur (« symbole » en basque).

## Utilisation de l'ikurrinaen Espagne

### Au Pays basque
Les drapeaux légalement reconnus dans la communauté autonome basque (soit les provinces de Biscaye, du Guipuscoa et d'Alava) sont le drapeau local, celui de la province, celui de l'ikurriña, celui de l'Espagne et celui de l'Union européenne. Il a cependant existé des conflits puisque dans certaines communes – principalement de Biscaye et du Guipuscoa – n'est utilisée que l’ikurriña.
Devant les mairies de Bilbao et de Saint-Sébastien, on ne trouve ni l’ikurriña ni le drapeau espagnol.
L’ikurriña est enfin utilisée lors de fêtes et d'événements sportifs.

### En Navarre
C'est principalement dans les régions du nord de la Navarre qu'on trouve des mairies qui arborent l’ikurriña à leur fronton. En 2003, le parlement de Navarre a approuvé la loi forale sur les Symboles de Navarre : elle établit que tous les édifices publics doivent présenter le drapeau de la Navarre et le drapeau de l'Espagne. Il est ajouté que tout drapeau, hors de ceux de la localité, de la Navarre, de l'Espagne et de l'Union Européenne, est interdit - hors occasions dues à une visite étrangère protocolaire. L'usage de l’'ikurriña fut donc formellement prohibé, les municipalités la conservant se voyant menacées de voir leurs subventions coupées et les maires destitués.
Cela n'empêche que l’'ikurriña soit utilisé lors des fêtes locales.

## Utilisation de l'ikurrinaen France

### Au Pays basque français
L'ikurrina est fréquemment utilisé au Pays basque français : il symbolise la région, la langue et la culture qui lui sont propres.
Aucune loi ne régit réellement son utilisation. Il est le plus souvent utilisé, à côté des drapeaux tricolore français et de l’Union européenne, par plusieurs mairies ; on le retrouve sur bien d'autres bâtiments, comme le château de Mauléon. Il peut être également utilisé lors de fêtes, d'activités culturelles ou sportives

### À Saint-Pierre et Miquelon

Drapeau de Saint-Pierre-et-Miquelon

L'ikurina figure – à côté des drapeaux de Bretagne et de Normandie – sur le drapeau de Saint-Pierre-et-Miquelon, pour rappeler l'héritage culturel de ces îles marquées par le passage des marins basques. D'après Alfred Znamierowski, « le bleu représente l'Océan Atlantique et le bateau rappelle le découvreur français Jacques Cartier, qui est arrivé en 1535. Les emblèmes réunis dans la frange verticale rappellent que les colons arrivèrent du Pays Basque, de Bretagne et de Normandie. »

## Couleurs
| Couleur | ● Rouge     | ● Blanc       | ● Vert     |
| ------- | ----------- | ------------- | ---------- |
| HTML    | #DC241F     | #FFFFFF       | #009543    |
| RVB     | 220, 36, 31 | 255, 255, 255 | 0, 149, 67 |
| Pantone | 485C        | White         | 347C       |

## L'Arrano beltza
L’Arrano beltza ou « Aigle noir » est un autre drapeau souvent utilisé par les Basques de la gauche radicale révolutionnaire à côté de l’ikurrina.